# ОК-МТ
ОК-МТ, Изделие 0.15 (серийный номер 11Ф35МТ 4МТ), (Орбитальный корабль-Макет Технологический) — технологический макет космического корабля «Буран», предназначенный для отработки предстартовых операций. В частности, проведения конструкторского макетирования бортовых и наземных систем, примерки и отработки механо-технологического оборудования с ракетой-носителем «Энергия», отработки плана подготовки к пуску и послеполётного обслуживания.

Это макетно-технологическое изделие было доставлено на космодром Байконур в 1984 году. Испытания проводились вплоть до 1990 года. В настоящее время находится на Байконуре, на площадке 112а, в сооружении монтажно-заправочного комплекса (МЗК), является собственностью Казахстана.

## Галерея

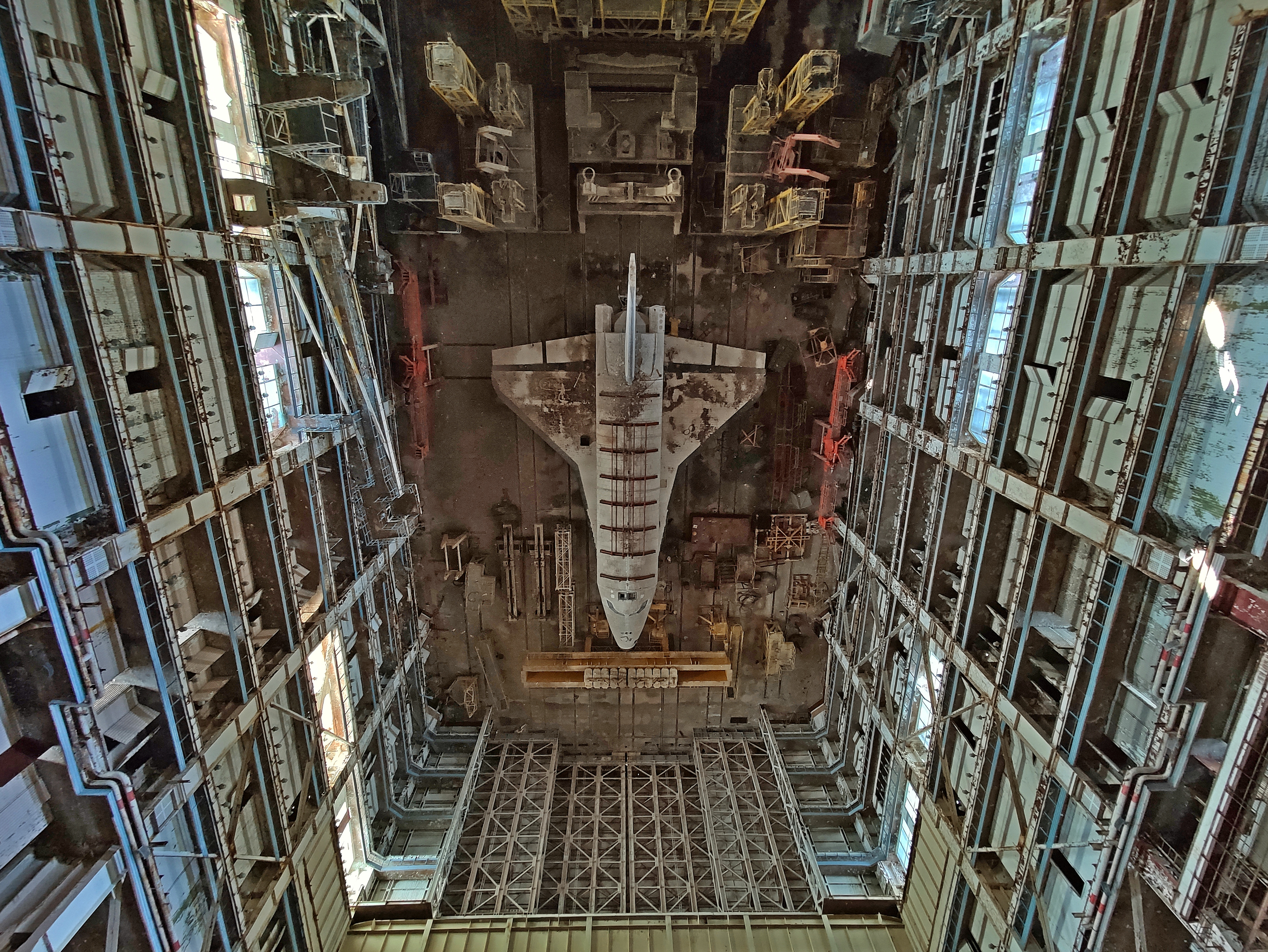
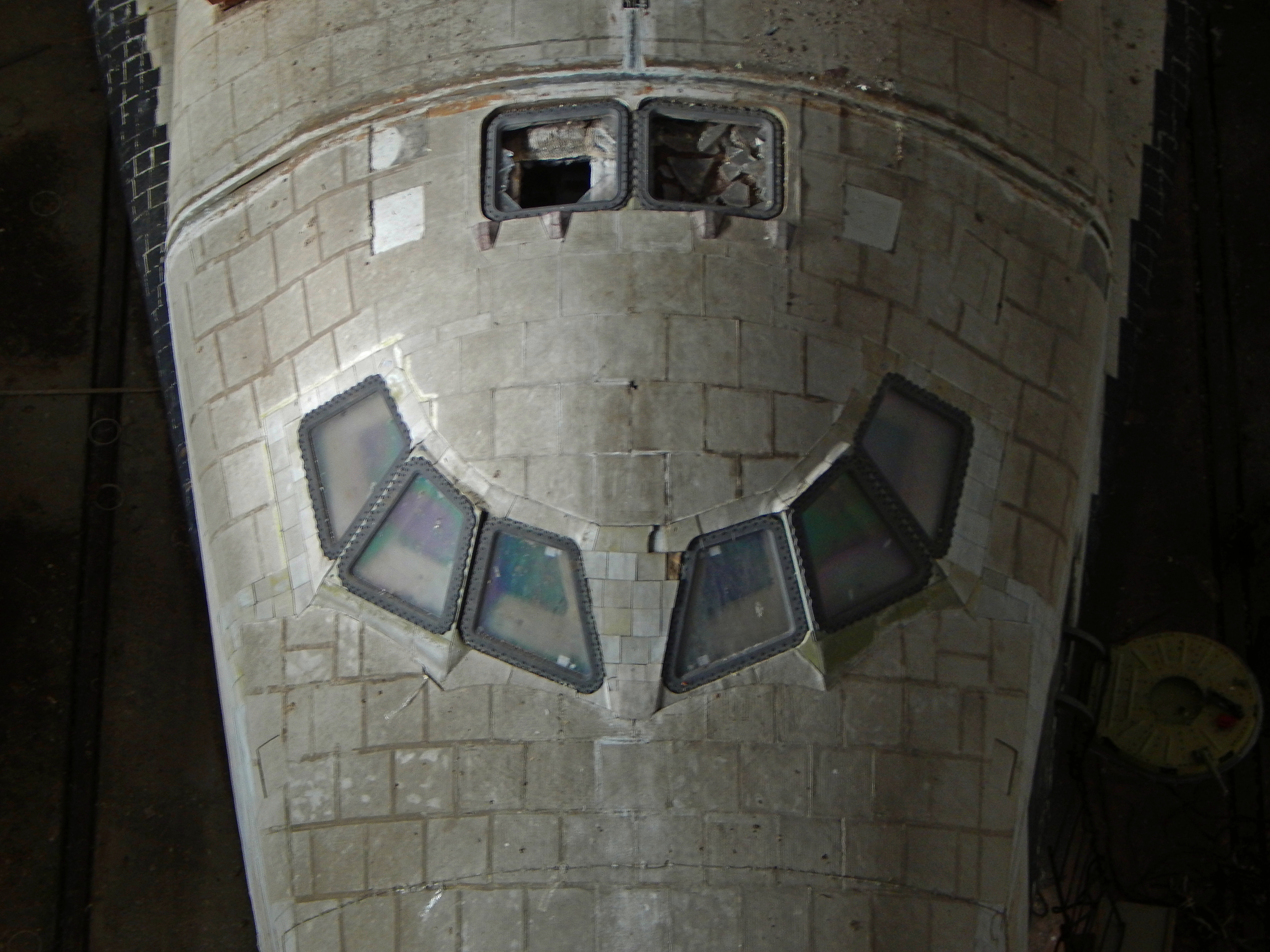
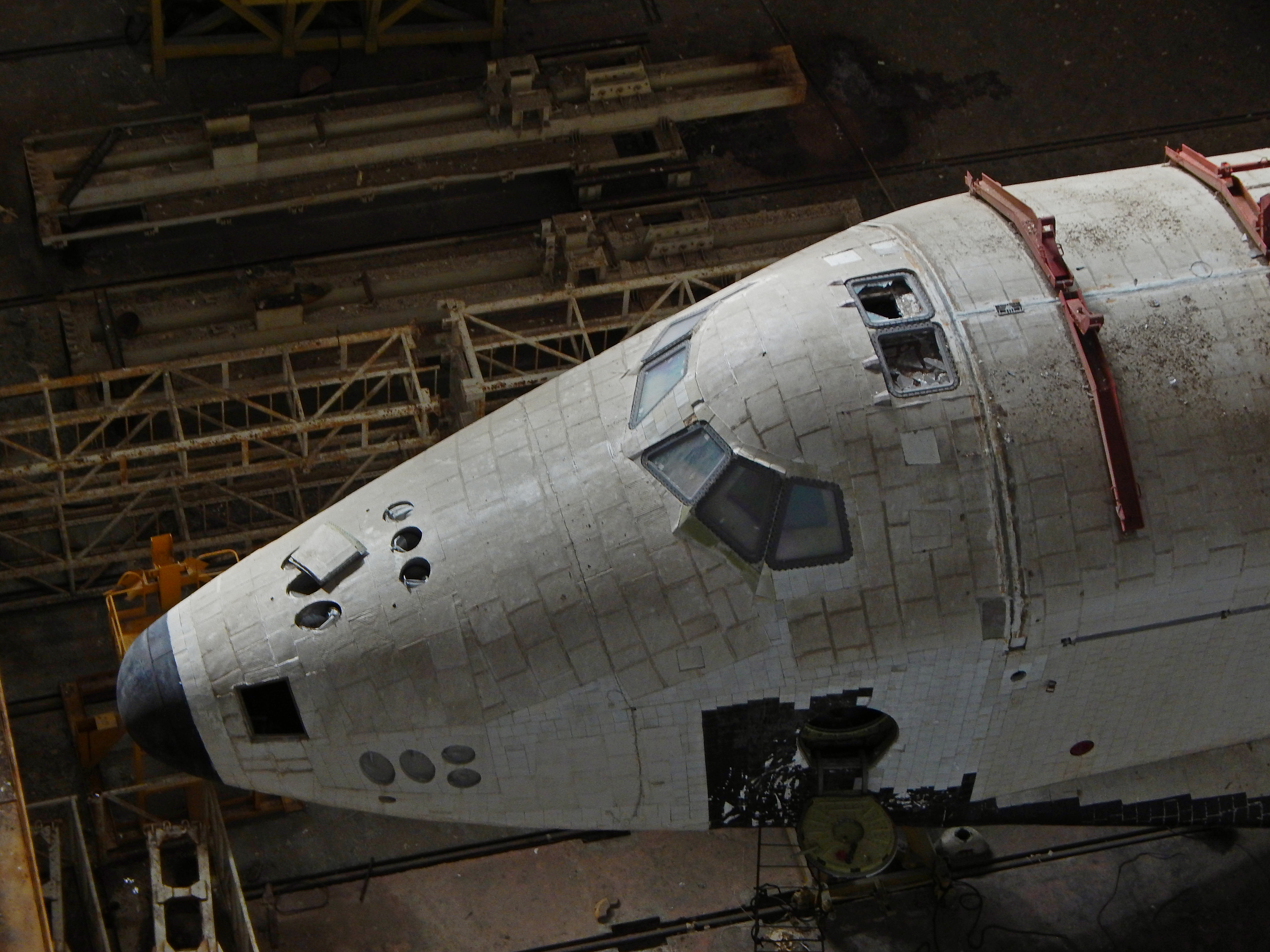
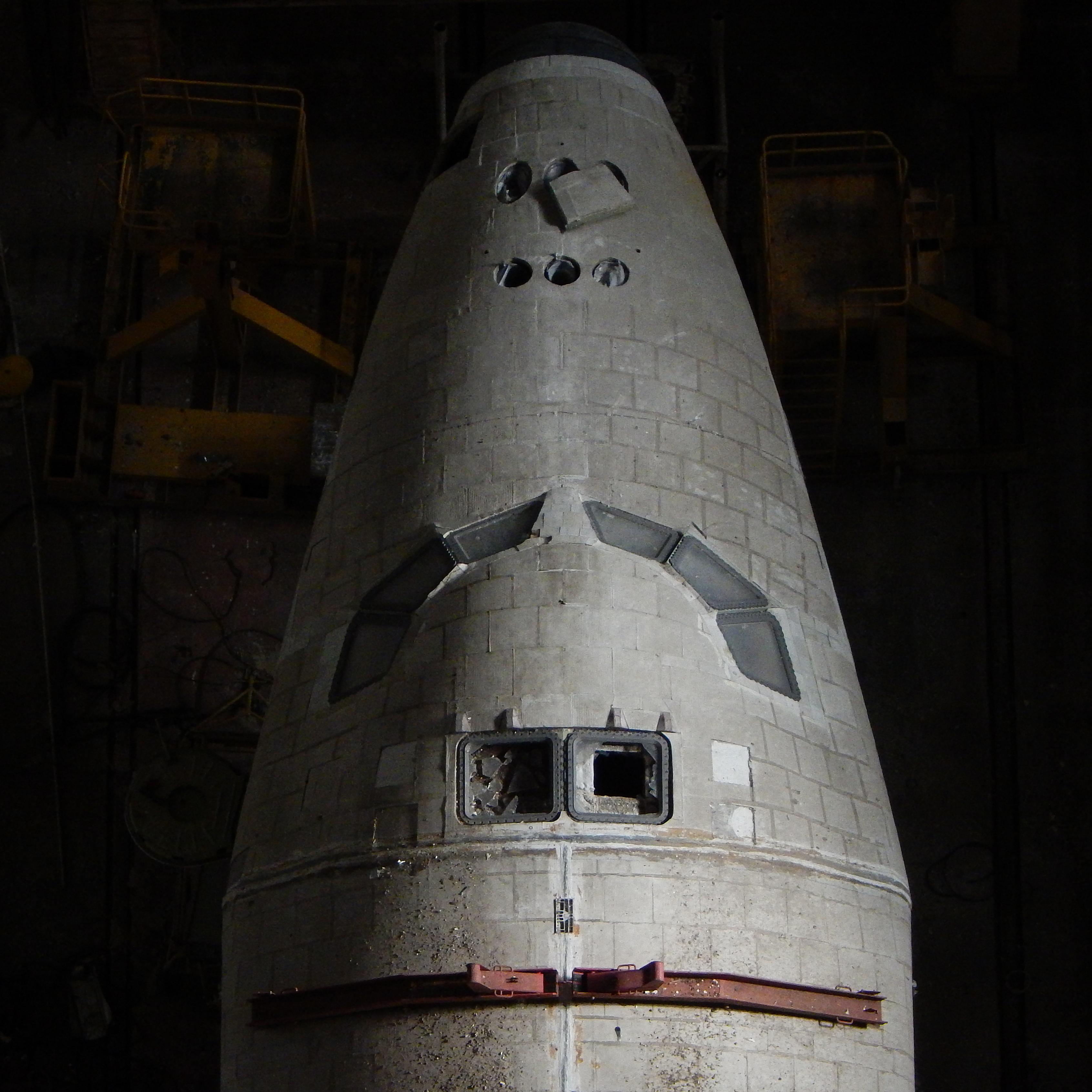